# Agenda 21
Agenda 21 is een niet-bindend programma van de Verenigde Naties met betrekking tot duurzame ontwikkeling. Het is een uitvoerig actieplan dat globaal, nationaal en plaatselijk door organisaties van de VN, de overheden, en de belangrijkste organisaties op elk gebied waarbij de mensen het milieu beïnvloeden, kan worden nageleefd. '21' verwijst naar de 21e eeuw.

## Ontwikkeling van Agenda 21
Het hoogtepunt in de geschiedenis van het programma, de tekst van Agenda 21, werd geopenbaard op de VN-conferentie inzake Milieu en Ontwikkeling die in 1992 in Rio de Janeiro werd gehouden. 179 overheden keurden het programma goed. De definitieve tekst was het resultaat van het opstellen, overleg en onderhandeling, beginnend in 1989.

## Structuur en inhoud
Er zijn veertig hoofdstukken in Agenda 21, die in vier secties zijn verdeeld:
Sectie I – Sociale en Economische Dimensies
bestrijding van armoede, verandering in consumptiepatronen, bevolking en demografische dynamica, gezondheid.
Sectie II – Behoud en Beheer van Middelen voor Ontwikkeling
waaronder bescherming van de aardatmosfeer, de strijd tegen ontbossing, biodiversiteit, en controle van verontreiniging.
Sectie III – Het versterken van de Rol van Belangrijke Groepen
waaronder de rollen van kinderen en de jeugd, vrouwen, plaatselijk autoriteiten en arbeiders.
Sectie IV – Middelen van Implementatie
waaronder wetenschap, technologieoverdracht, onderwijs, internationale instellingen en mechanismen en financiële mechanismen.